# Rosepine, Louisiana
Rosepine, Louisiana (енгл. Rosepine) град је у америчкој савезној држави Луизијана.

## Демографија
По попису из 2010. године број становника је 1.692, што је 302 (21,7%) становника више него 2000. године.
| Група             | 2000.         | 2010.         |
| Белци             | 1.163 (83,7%) | 1.372 (81,1%) |
| Афроамериканци    | 81 (5,8%)     | 135 (8,0%)    |
| Азијати           | 23 (1,7%)     | 21 (1,2%)     |
| Хиспаноамериканци | 83 (6,0%)     | 108 (6,4%)    |
| Укупно            | 1.390         | 1.692         |